# Costantino Bodin
Costantino Bodin (in bulgaro e in serbo Константин Бодин?, Konstantin Bodin; prima del 1072 – dopo il 1101) fu un sovrano medievale della Doclea, il più potente principato serbo dell'epoca, dal 1081 al 1101 circa, succedendo a suo padre Mihailo Vojislavljević (al potere dal 1046 al 1081).
Nato in un'epoca pacifica, quando gli slavi meridionali erano sudditi dell'impero bizantino, suo padre fu avvicinato nel 1072 dalla nobiltà bulgara, la quale ricercaca aiuto nella loro rivolta contro i romei. Mihailo inviò da loro Bodin, che fu incoronato zar bulgaro con il nome di Pietro (in bulgaro Петър, Petŭr); è per tale motivo che viene talvolta indicato dalla storiografia come Pietro III e che viene annoverato come zar. Bodin partecipò con i bulgari alla rivolta di Georgi Vojteh, un'insurrezione di breve durata condotta contro i bizantini, ma venne catturato nel 1073, un anno dopo lo scoppio della ribellione. Fu liberato nel 1078 e alla morte del padre, nel 1081, salì al trono di Doclea. Dopo aver ribadito la propria sottomissione al dominio bizantino, presto si schierò con i loro nemici, i normanni, evento che provocò un'invasione romea e la cattura di Costantino. Sebbene si fosse liberato in fretta, la sua reputazione e la sua influenza diminuirono in maniera drastica. La sua incapacità di preservare i domini gestiti dal padre posero termine all'epoca di splendore vissuta dalla Doclea, regione che probabilmente visse una breve fase di guerra civile, malgrado sia difficile esserne certi per via della penuria di fonti. Costantino fu succeduto al potere da suo figlio Mihailo II qualche tempo dopo il 1001.

## Biografia

### Primi anni
Bodin era il figlio di Mihailo Vojislavljević, detto il "re degli Slavi", che vantava il titolo bizantino di protospatario ed esercitava la sua autorità in Doclea. Suo padre si distinse in vita più per le sue abilità politiche che per quelle riportate sui cambi di battaglia. Energico e ambizioso, Bodin trascorse i primi decenni della sua esistenza in un periodo durante il quale la Doclea godette di una rara parentesi di pace trascinatasi per due decenni. Essa permise comunque di affinare le proprie qualità e abilità del guerriero.

### Rivolta contro i bizantini (1072-1073)

I themata dell'impero bizantino, alla morte di Basilio II nel 1025

Nella regione della Pomoravlje e della Povardarje (a cavallo tra le moderne Serbia e Macedonia del Nord) scoppiò una grande rivolta anti-bizantina nel 1072 e nel 1073. Mihailo si interessò alle vicende quando fu avvicinato da un gruppo di nobili bulgari (proechontes) mandato da Georgi Vojteh, etnarca di Skopje. Questi aveva chiesto a Mihajlo che uno dei suoi figli fosse incoronato quale loro imperatore, allo scopo di porre fine all'"oppressione" bizantina. Nell'autunno del 1072, Mihailo impose a Bodin di recarsi con 300 soldati a Prizren, dove incontrò di persona Georgi Vojteh e altri influenti aristocratici. Una volta proclamatolo quale imperatore dei bulgari, essi lo ribattezzarono Petar, ovvero Pietro. Si ipotizza che Bodin fosse il pronipote dello zar Samuele dei Cometopuli, rimasto al potere nel Primo Impero bulgaro tra il 997 e il 1014. Bodin fu quindi nominato al comando dei bulgari contro i romei. La rivolta, combattuta dal «popolo slavo» secondo Niceforo Briennio, si verificò innanzitutto nel thema della Bulgaria. È possibile che l'insurrezione fosse stata segretamente fomentata anche dagli ungheresi. L'aiuto fornito a Georgi Voiteh da Mihailo, padre di Bodin, lo rese inviso ai bizantini.
Intanto il doux bizantino di Skopje, Niceforo Caranteno, marciò verso Prizren con un esercito, ma fu destituito prima della battaglia da Damiano Dalasseno, evento che demoralizzò totalmente le truppe che avrebbero dovuto fronteggiare le armate serbe. Queste ultime, arrivate in Kosovo, si erano divise in due gruppi al fine di organizzare meglio la rivolta: il primo era guidato da Bodin e operava nel Pomoravlje (valle della Grande Morava) e aveva come obiettivo quello di raggiungere Niš. Al contempo il vice-comandante di Bodin, il voivoda Petrilo, si concentrò sulla regione della Povardarje (le valli attraversate dal fiume Vardar nella moderna Macedonia del Nord) e sperava di raggiungere Kastoria attraversando Ocrida. Petrilo si diresse a sud e conquistò Ocrida senza combattere e poi Deabokis, ma subì una sconfitta a Kastoria,. Lì Boris Davide, un nobile slavo fedele ai bizantini, guidò un contingente bulgaro e surclassò il suo nemico. Petrilo fu costretto a ritirarsi in tutta fretta con i sopravvissuti e a tentare la fuga «attraverso montagne inaccessibili». Le truppe di Bodin presero Niš e iniziarono a saccheggiare la regione, evento che suscitò lo scontento di Vojteh, il quale riteneva gli abitanti locali suoi "sudditi". Vojteh scorse probabilmente in Bodin una figura più avida dell'imperatore Michele VII Ducas, venendo poi sorpreso in negativo in una seconda occasione. Quando i bizantini, sotto il protospatario Michele Saronite, marciarono in direzione di Skopje, Bodin preferì lasciare Vojteh a corto di rinforzi e ciò costrinse quest'ultimo ad arrendersi senza poter opporre alcuna resistenza. Una guarnigione romea fu installata nella città espugnata e Saronite si diresse dunque a Niš. Avvertito della grande minaccia che incombeva su di lui, Bodin preferì ritirarsi in vista dell'arrivo dei bizantini proprio da Niš, marciando sotto una fitta nevicata. Tuttavia, i romei eseguirono un agguato e sorpresero gli uomini di Bodin, i quali, stanchi e demotivati, preferirono non opporre resistenza. Catturato a Pauni, nel Kosovo meridionale, Bodin fu inviato come prigioniero dapprima a Costantinopoli, dopodiché ad Antiochia, dove trascorse diversi anni. Vojteh, anch'egli catturato dai romei, morì mentre veniva condotto verso Costantinopoli. Quando Mihailo seppe della cattura di suo figlio, mandò suo genero e vecchio prigioniero, il generale Longibardopulo, allo scopo di salvare Bodin; anziché adempiere ai suoi doveri, al suo arrivo Longibardopulo disertò e giurò fedeltà ai bizantini. Quando scoppiarono dei disordini ad Antiochia, Mihailo pagò alcuni mercanti veneziani affinché liberassero Bodin; fu grazie a loro che poté ritornare a casa.

### Co-sovrano

Le terre ereditate da Costantino Bodin al momento della morte del padre

Al suo ritorno, avvenuto nel 1078 circa, pare che Bodin fu nominato co-sovrano di suo padre. Subito dopo questa nomina, i bizantini attaccarono la Doclea, costringendo Mihailo e Bodin a riconoscere temporaneamente la signoria straniera. Quando, nel 1081, i normanni decisero di spingersi dall'Italia meridionale alla conquista dei Balcani nell'ambito delle guerre bizantino-normanne e assediarono Durazzo, l'imperatore Alessio I Comneno reclutò un esercito per fronteggiarli e intimò Bodin di fornirgli aiuto. Bodin arrivò con un distaccamento serbo; tuttavia, durante la battaglia di Durazzo del 18 ottobre 1081, rimase in disparte con le sue forze, con l'intenzione di attendere l'esito dello scontro. Quando i bizantini furono sconfitti e iniziarono le operazioni di ritirata, Bodin abbandonò l'area con il suo esercito.

### Regno
Dopo la morte del re Mihailo, Bodin gli subentrò come sovrano della Doclea. In quel momento della sua vita, Bodin si presentava come un uomo maturo e dal passato turbolento, ma con alle spalle grande esperienza per via della sua parentesi co-governatore di suo padre per diversi anni.
Le manovre compiute da Bodin a Durazzo indignarono Costantinopoli, e le relazioni si deteriorarono ulteriormente quando, dopo il 1081, iniziò a sostenere meno segretamente i normanni. I bizantini, dopo aver affrontato i normanni, decisero pertanto di attaccare Bodin, lo sconfissero e lo fecero nuovamente imprigionare. Egli riuscì a tornare in libertà rapidamente, ma dopo quanto accaduto la sua reputazione iniziò a diminuire e la sua influenza a scemare.

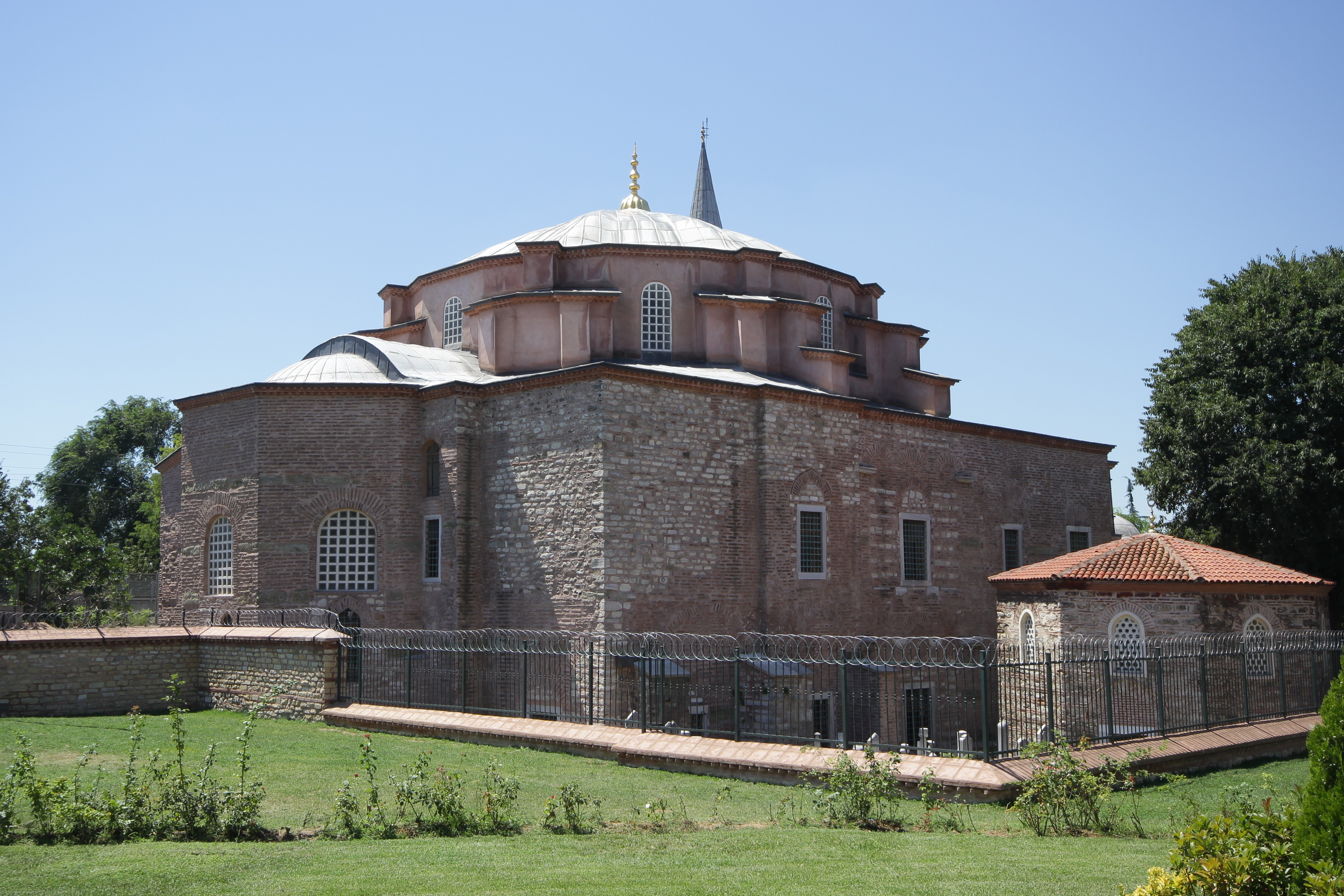
Bodin fu imprigionato dai bizantini nella chiesa dei Santi Sergio e Bacco, a Costantinopoli

Il fulcro della vita nazionale e statale serba fu poi trasferito dopo il 1990 presso i monti di Kopaonik (a cavallo tra i moderni Kosovo e Serbia, dove il signore locale fedele a Bodin, lo zupano (conte) Vukan, giocò un ruolo cruciale nella lotta dei serbi contro l'impero bizantino. Nel 1085, lui e i suoi fratelli avevano represso una rivolta dei loro cugini, i figli del fratello di Mihailo, Radoslav, nella zupania di Zeta (una regione corrispondente in parte al moderno Montenegro), e Bodin poté contare su una base di potere più forte nell'area. Più o meno in quel periodo Bodin sposò Jaquinta, la figlia di Argiritzo, un nobile di Bari costretto all'esilio in Doclea.  Bodin continuò a concentrare le proprie attenzioni sui suoi cugini, in quanto ancora riteneva non sicura la propria posizione, e assediò la città di Ragusa, dove essi avevano trovato rifugio. Tuttavia, essi riuscirono a sfuggire alla cattura e si recarono dapprima in Puglia, dopodiché a Costantinopoli, circostanza la quale lascerebbe intendere secondo gli storici la possibile ingerenza bizantina sulla politica della Doclea. È verosimile che Bodin, decisamente entusiasta e felice al momento della sua ascesa, avesse cominciato gradualmente a intristirsi per i suoi insuccessi, perdendo al contempo la propria reputazione e il proprio prestigio.
In ambito religioso e a poco più di un trentennio dal grande scisma, un'importante informazione relativa alla politica diplomatica di Costantino Bodin con l'Occidente riguardò il suo dichiarato sostegno a papa Urbano II nel 1089. La fiducia dichiarata gli assicurò un'importante concessione, ovvero l'elevazione del suo vescovo di Antibari al rango di arcivescovo. Nonostante la sottomissione di Bodin a Roma, la Chiesa cattolica guadagnò terreno soltanto nelle zone costiere del suo regno, mentre le aree interne rimasero fedeli a Costantinopoli e alla religione ortodossa.
Costantino Bodin tentò di preservare gli ampi possedimenti ereditati da suo padre. Per fare ciò, eseguì una campagna militare in Bosnia e in Rascia (grosso modo la moderna Serbia), insediando il suo parente Stefano come knez nella prima regione e i suoi nipoti Vukan e Marko come zupani nella seconda. I due fratelli erano figli del fratellastro di Costantino Bodin Petrislav, che fu signore della Rascia tra il 1060 e il 1074 circa. In seguito alla morte di Roberto il Guiscardo avvenuta nel 1085, Costantino Bodin ampliò i propri domini e forse addirittura assunse il controllo di Durazzo, scatenando l'ira dei bizantini. Presto questi ultimi lo attaccarono e, secondo la storica medievale Anna Comnena, fu Giovanni Ducas, un nipote dell'imperatore Alessio I Ducas, a condurre le operazioni belliche. Pare che Bodin dovette restituire ogni fortezza sottratta al nemico, evento che lo lasciò a tal punto insoddisfatto da fargli considerare l'ipotesi di combattere nuovamente per riprenderle. Nel 1091, convinse il nobile Vukan a combattere al suo fianco, ma gli studiosi hanno faticato a seguire l'esatto ordine cronologico degli eventi avvenuti in Doclea tra il 1085 e il 1092 a causa della penuria di materiale storiografico a disposizione. È incerto se Bodin venne ancora una volta imprigionato dai bizantini. Lo storico John Fine ha concordato con chi ha ritenuto non credibile questa informazione, poiché Anna Comnena narra gli eventi in maniera identica alla prima (e certa) cattura di Bodin. Pare che durante questa fase di estrema difficoltà in Doclea, le periferiche Bosnia e Rascia si separarono e sfuggirono al dominio di Bodin. Durante l'ipotetico periodo di prigionia vissuto dal sovrano, la sua consorte, la regina Jaquinta, perseguitò spietatamente i potenziali pretendenti al trono, incluso il cugino di Bodin, Branislav, e la sua famiglia. Tale serie di purghe era finalizzata ad assicurare il titolo di sovrano a suo figlio Mihailo.
Nell'inverno del 1096-1097 i crociati sotto Raimondo IV di Tolosa incontrarono Bodin a Scutari, i crociati furono accolti e ospitati in modo cordiale. Si tratta dell'ultima informazione di cui si è a conoscenza che riguarda Costantino Bodin, poiché nessuna fonte bizantina lo nomina più. John Fine ha sostenuto che la morte del sovrano avvenne dopo il 1101, malgrado sia impossibile determinando quando esattamente. Sembra invece sicuro che la morte di Bodin coincise con il declino e la fine del percorso di ascesa che aveva vissuto la Doclea negli ultimi decenni.

## Titolatura

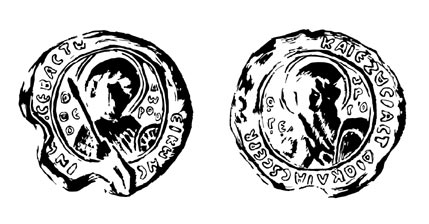
Sigillo di Costantino Bodin

- Il suo sigillo, durante il suo vassallaggio sotto Alessio I Comneno (regnante dal 1081 al 1118) e risalente ai primi anni del suo regno, si compone del volto di San Teodoro e di un'iscrizione jn greco che recita: [Κ(ύρι)ε βοήθ]ει Kωνσ[ταντ]ίνφ [(πρωτο)]σεβάστω καὶ ἐξουσιαστ(ή) Διοκλίας (κα ὶ) Σερβ(ίας) ("Costantino, protosebastos e signore di Doclea e della Serbia").[24]
- La già citata Anna Comnena lo chiama «esarca della Dalmazia».[25]
- Il sigillo del figlio di Costantino, Đorđe, recita in latino: "Geor(gius) regis Bodini filius", con il rovescio raffigurante l'immagine e il nome greco di San Giorgio, ὀ ἅγιος Γεώργι(ο)ς).[26]

## Discendenza
Costantino Bodin sposò Jaquinta, come detto figlia del governatore normanno di Bari. Ebbero diversi figli, tra i quali come maschi: Mihailo II, re di Doclea dal 110 circa al 1102; Đorđe Bodinović, re della Doclea dal 1118 circa e 1125 dal 1127; Argarico.

### Esplicative
1. ↑  Sulla base della Cronaca del Prete di Doclea pubblicata da Ferdo Šišić nel 1928, Vasil Zlatarski ha posto l'accento su un passaggio in particolare: Genuit autem Dragamirus de prima uxore filium Voislavum qui] accepit uxorem puellam virginem speciosam, nepotem Samuelis imperatoris. Traduzione: «La madre di Mihailo Vojislavljević era una nipote di Samuele di Bulgaria, in quanto figlia di Jovan Vladimir e Kosara, una figlia di Samuele»: (BG) Vasil Zlatarski, История на българската държава през Средните векове [Storia dello stato bulgaro nel Medioevo], II, Sofia, Nauka i izkustvo, 1971  [1927],  p. 142.

### Bibliografiche
1. ↑  Fine (1991), pp. 223, 224.
2. ↑  Il suo nome era «Bodin» (Giovanni Scilitze scrive «Βοδίνῳ», Bodino, Anna Comnena riferisce Βοδίνου, Bodinu). Secondo lo storico jugoslavo Svetislav Mandić, Giovanni Scilitze, vissuto all'inizio del XII secolo, credeva che egli avesse un doppio nome, «Costantino Bodin», circostanza la quale implica che avesse impiegato Costantino prima diventare noto con il nome di imperatore «Pietro». Se al momento del battesimo ne avesse ricevuto solo uno, secondo la tradizione, prima della rivolta avrebbe avuto solo il nome personale Bodin. Una volta diventato imperatore, gli fu concesso il nome onorifico di «Pietro», assuntò però soltanto durante la rivolta, poiché dopo la soppressione di quest'ultima e la vittoria bizantina non aveva più motivo di continuare a usarlo. Dopo essere succeduto al padre sul trono, gli fu assegnato il nome onorifico «Costantino»: (SR) Svetislav Mandić, Črte i reze: Fragri starog imenika [Linee e tagli: frammenti del vecchio direttorio], Slovo ljubve, 1981,  pp. 44-48.
3. ↑  Fine (1991), pp. 193, 202.
4. ↑  (BG) Ĭordan Andreev e Milčo Lalkov, Българските ханове и царе [I khan e gli zar bulgari], Veliko Tărnovo, Abagar, 1996,  p. 98, ISBN 954-427-216-X.
5. ↑  (EN) Ian Mladjov, Monarchs' Names and Numbering in the Second Bulgarian State (PDF), in Studia Ceranea, vol. 5, 2015,  pp. 267-310, DOI:10.18778/2084-140X.05.09.
6. ↑  Samardžić e Duškov (1993), p. 23.
7. 1 2  Stanojević (1989), p. 13.
8. 1 2 3 4 5 6 7 8 9 10 11 12 13 14  Stanojević (1989), p. 14.
9. 1 2 3 4 5 6 7  Stephenson (2000), p. 142.
10. ↑  Fine (1991), p. 213.
11. 1 2  Tăpkova-Zaimova (2018), p. 270.
12. ↑  (EN) Macedonian Review, vol. 12, Kulturen Zhivot, 1982,  p. 133.
13. 1 2  Madgearu (2013), p. 96.
14. ↑  Fine (1991), p. 215.
15. 1 2  Tăpkova-Zaimova (2018), p. 271.
16. 1 2 3 4 5 6  Stanojević (1989), p. 15.
17. 1 2 3 4 5 6 7 8 9 10  Theotokis e Meško (2020), p. 152.
18. ↑  Fine (1991), pp. 224, 229.
19. ↑  Fine (1991), p. 224.
20. ↑  Fine (1991), p. 225.
21. 1 2  Fine (1991), p. 228.
22. ↑   Antun Sbutega e Maurizio Serio, Storia del Montenegro: dalle origini ai giorni nostri, Rubbettino, 2006,  p. 51, ISBN 978-88-49-81489-7.
23. 1 2 3  Fine (1991), p. 229.
24. ↑   Jean-Claude Cheynet, La place de la Serbie dans la diplomatie Byzantine à la fin du XI e siècle (PDF), in Zbornik Radova Vizantološkog Instituta, XLV, 2008. URL consultato il 1º settembre 2023 (archiviato dall'url originale il 6 novembre 2014).
25. ↑  (EN) Anna Comnena, The Alexiad, su Fordham University, traduzione di Elizabeth A. S. Dawes, 1928.
26. ↑  Živković (2008), pp. 308, 333.

### Fonti primarie
- Ferdo Šišić, Cronaca del prete di Doclea, Belgrado-Zagabria, Accademia reale serba, 1928.
- Dragana Kunčer (a cura di), Gesta Regum Sclavorum, vol. 1, Belgrado-Nikšić, Istituto di Storia, Monastero di Ostrog, 2009.
- Tibor Živković (a cura di), Gesta Regum Sclavorum, vol. 2, Belgrado-Nikšić, Istituto di Storia, Monastero di Ostrog, 2009.

### Fonti secondarie
- (EN) John Van Antwerp Jr. Fine, The Early Medieval Balkans: A Critical Survey from the Sixth to the Late Twelfth Century, Ann Arbor, University of Michigan Press, 1991, ISBN 0-472-08149-7.
- (EN) Alexandru Madgearu, Byzantine Military Organization on the Danube, 10th-12th Centuries, Brill, 2013, ISBN 978-90-04-25249-3.
- (EN) Radovan Samardžić e Milan Duškov, Serbs in European Civilization, Belgrado, Nova, Serbian Academy of Sciences and Arts, Institute for Balkan Studies, 1993, ISBN 978-86-75-83015-3.
- (SR) Stanoje Stanojević, Сви српски владари: биографије српских (са црногорским и босанским) и преглед хрватских владара [Tutti i sovrani serbi: biografie dei serbi (inclusi montenegrini e bosniaci) e panoramica sui governanti croati], Opovo, Simbol, 1989  [1927], ISBN 86-81299-04-2.
- (EN) Paul Stephenson, Byzantium's Balkan Frontier: A Political Study of the Northern Balkans, 900-1204, Cambridge University Press, 2000, ISBN 978-0-521-02756-4.
- (EN) Vasilka Tăpkova-Zaimova, Bulgarians by Birth: The Comitopuls, Emperor Samuel and their Successors, BRILL, 2018, ISBN 978-90-04-35299-5.
- (EN) Georgios Theotokis e Marek Meško, War in Eleventh-Century Byzantium, Routledge, 2020, ISBN 978-04-29-57688-1.
- (EN) Tibor Živković, Forging unity: The South Slavs between East and West 550-1150, Belgrado, Istorijski institut, Čigoja štampa, 2008.